# Paul Besson (homme politique)
Pour les articles homonymes, voir Paul Besson et Besson.
Paul Besson est un homme politique français né le 5 juin 1831 à Lons-le-Saunier (Jura) et décédé le 20 juin 1902 à Paris.
Docteur en droit, il est avocat aux conseils. Il est représentant du Jura de 1871 à 1876, siégeant d'abord au centre-gauche, puis évoluant vers la droite. Il échoue comme candidat conservateur, aux sénatoriales de 1876. Il quitte alors la vie politique et reprend ses activités d'avocat.

## Sources
- « Paul Besson (homme politique) », dans Adolphe Robert et Gaston Cougny, Dictionnaire des parlementaires français, Edgar Bourloton, 1889-1891 [détail de l’édition]